# Achraf Baznani

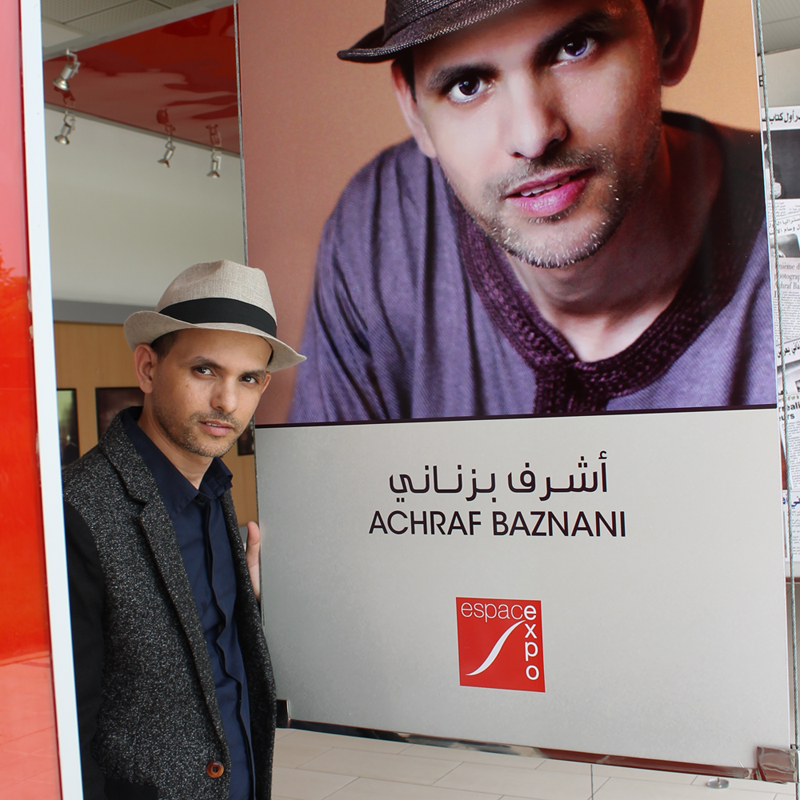
Achraf Baznani

Achraf Baznani (tiếng Ả Rập: أشرف بزناني; Ašraf Baznānī) là một nghệ sĩ, nhà làm phim và nhiếp ảnh gia người Maroc. Ông sinh năm 1979 tại Marrakesh.
Baznani đã bắt đầu trong nhiếp ảnh một cách tình cờ. Ông đã nhận được một máy ảnh compact Kodak Ektra 250 trong ngày sinh nhật của mình khi còn là một thiếu niên. Baznani đã tự học và chưa bao giờ tham dự khóa học nhiếp ảnh nào. Ông làm một số phim ngắn và phim tài liệu, bao gồm On năm 2006, The Forgotten và The Immigrant năm 2007 đã nhận được nhiều giải thưởng quốc gia và quốc tế. Các tác phẩm nhiếp ảnh của ông có góc nhìn khá siêu thực.

## Tác phẩm
Sách
- 2014:Through My Lens, sách nghệ thuật, ISBN 9781502793386
- 2014: Inside My Dreams, sách nghệ thuật, ISBN 978-1-50285658-6
- History of Surrealism. Edilivre, France 2018, ISBN 978-2-414-21510-2

Phim
- 2006: Marche
- 2007: Emigrant, phim ngắn.
- 2009: Eyes
- 2016: The Famous Coin by Achraf Baznani

Triển lãm

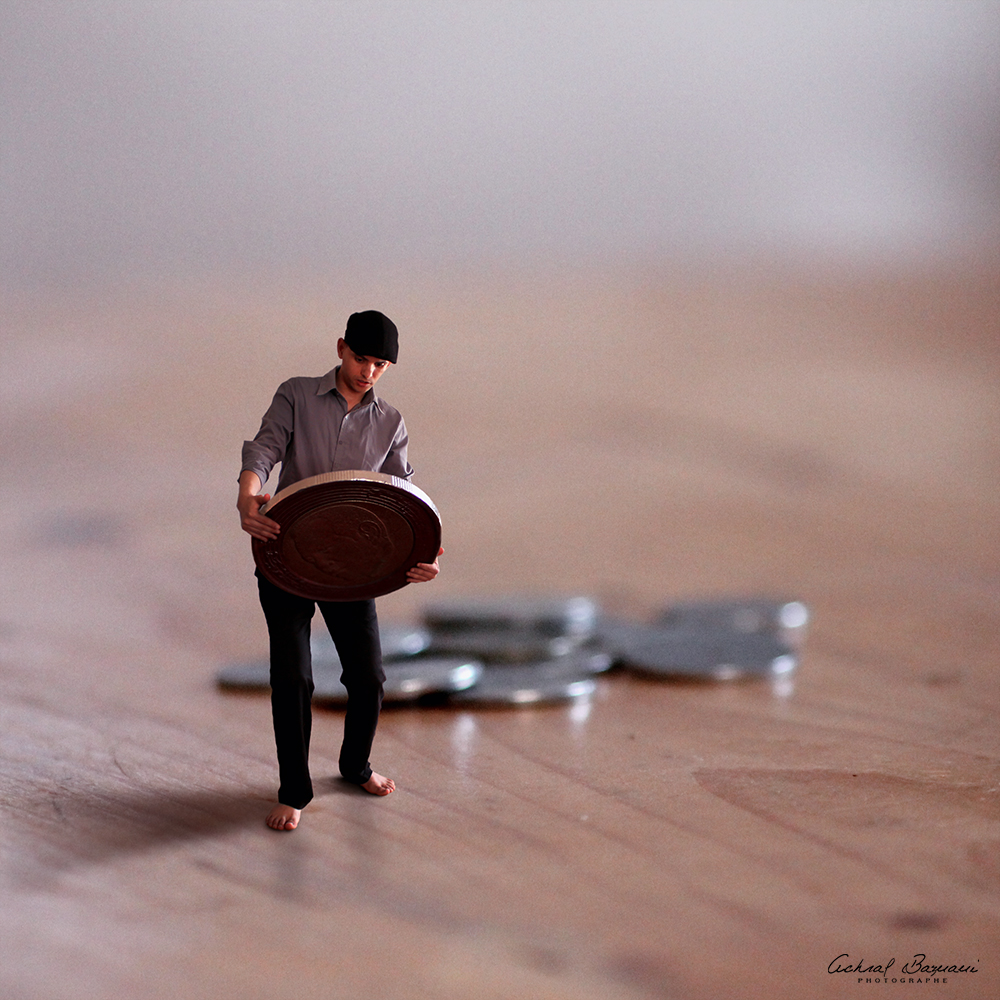
Coin by Achraf Baznani

- 2015: Colour brust, PH21 Gallery, Budapest, Hungary
- 2015: Công viên Nghệ thuật Hội chợ quốc tế, Triberg, Đức